# Табаки
Табаки́ (на украински: Табаки, на руски: Табаки) е село в Украйна, Одеска област, Болградски район.
Землището на селото е с площ от 1,78 км2. Населението му през 2024 година е 2127 души, преобладаваща част от жителите са българи.

## География
Селото се намира в историческата област Буджак (Южна Бесарабия). Разположено е на 35 метра надморска височина в югозападната част на Одеска област. Землищата на местния съвет са с площ 2918,9 ха, включително площта на населеното място е 375 ха.

## История
Названието на селото произхожда от дума „табакария“, което означава занаят по изработка на кожи.
През 1844 година в селото е открито първото училище.
След поражението на Руската империя в Кримската война (1856) селото попада в Княжество Молдова, като остава в границите на общото Обединено княжество Влахия и Молдова до 1879 г. След това е в Руската империя и после в Украинската ССР (СССР). За кратко отново е в Румъния по време на Втората световна война.

## Население
| Година | Население |
| ------ | --------- |
| 1930   | 1908      |
| 1940   | 2000      |
| 2001   | 2498      |
| 2007   | 2451      |

Численост
Селото има 2451 жители, включително 1246 жени и 1205 мъже, към 1 януари 2007 година.
Езици
Жители на селото по роден език според преброяването на населението от 2001 г.:
| Роден език | Численост | Дял (в %) |
| Общо       | 2498      | 100.00    |
| Български  | 1953      | 78.18     |
| Руски      | 227       | 9.08      |
| Гагаузки   | 190       | 7.60      |
| Украински  | 74        | 2.96      |
| Молдовски  | 29        | 1.16      |
| Цигански   | 14        | 0.56      |
| Арменски   | 2         | 0.08      |
| Беларуски  | 1         | 0.04      |
| Румънски   | 1         | 0.04      |
| Други      | 7         | 0.28      |